# داستان مروا کالینز
داستان مروا کالینز یک فیلم تلویزیونی محصول آمریکا در سال ۱۹۸۱ است. این فیلم در مورد مروا کالینز می‌باشد

## بازیگران
برخی بازیگران این فیلم عبارتند از
- کیسی تیسون در نقش مروا کالینز
- مورگان فریمن در نقش کلارنس کالینز
- اد اسنر به عنوان راوی